# Rose Guérin
Pour les articles homonymes, voir Guérin.
Rose Guérin, née Bagot le 4 février 1915 à Issou (Seine-et-Oise) et morte le 20 septembre 1998 à Paris, est une femme politique française, résistante et survivante de déportation. Membre du Parti communiste français, elle est députée constituante de la Seine entre 1945 et 1946, puis députée du même département jusqu'en 1958, sous les trois législatures de la IVe République.

## Biographie

### Origines et formation
Rose Bagot est élevée dans une famille proche du Parti communiste, son père, sans être adhérent, étant élu conseiller municipal de Gargenville (Seine-et-Oise) en 1935 sous l'étiquette « Front populaire ». 
Après l'obtention de son brevet élémentaire, elle effectue une formation de sténo-dactylographe. Entre 1932 et 1936, elle travaille au Crédit du Nord, ainsi qu'au SNCASO de Courbevoie pendant le Front populaire.

### Engagements syndical et politique
Elle est membre de la Confédération générale du travail (CGT), puis du Parti communiste à partir de fin 1937 ; elle est notamment trésorière d'une cellule du parti ainsi que membre de la direction de la section française du Comité mondial des femmes contre la guerre et le fascisme. Elle participe à l'organisation d'une grève en novembre 1938 ; elle est par la suite licenciée pour cette raison.

### Résistance et déportation
Elle épouse le communiste Roger Guérin en 1934. Ils sont tous deux résistants. Elle participe au groupe des FTP « Valmy ». Elle est arrêtée par l'occupant allemand le 30 octobre 1942 et incarcérée à la prison de Fresnes et au fort de Romainville. Elle est condamnée à mort pour « activité patriotique » et finalement déportée au camp de Ravensbrück par le convoi I.118 parti de Paris le 26 juillet 1943, puis à celui de Mauthausen, d'où elle ne sort qu'en avril 1945.
Après la Libération, Rose Guérin est citée à l'ordre de l'armée et homologuée au grade de lieutenant des Forces françaises de l'intérieur pour « son courage et son mépris absolu du danger ».

### Activités après-guerre
Après-guerre, elle reprend son activité militante au PCF ; elle est l'une des membres du Bureau fédéral de la Seine. Elle participe également à l'animation de la Fédération nationale des déportés et internés résistants et patriotes (FNDIRP) et de l'Union des femmes françaises (UFF) de la Seine.
Elle est élue députée en 1945 et exerce quatre autres mandats jusqu'en 1958. Elle compte parmi les premières femmes députées de l'histoire française.
Elle poursuit ses activités à la FNDIRP et à l'Amicale de Ravensbrück jusque dans les années 1990. Elle est présidente du Comité international de Ravensbrück de 1979 à sa mort.
Lors de ses obsèques le 24 septembre 1998, les honneurs militaires lui sont rendus aux Invalides avant son inhumation au cimetière d'Asnières.

## Mandats de députée
- Assemblées constituantes 
  - 21 octobre 1945 - 10 juin 1946
  - 2 juin 1946 - 27 novembre 1946

Durant ces deux mandatures, elle est membre de la commission des finances et du contrôle budgétaire et de celle du travail et de la sécurité sociale.
- Quatrième République
  - Ire législature : 10 novembre 1946 - 4 juillet 1951
  - IIe législature : 17 juin 1951 - 1er décembre 1955
  - IIIe législature : 2 janvier 1956 - 8 décembre 1958

Pendant la 2e législature, elle appartient aux commissions des pensions (1951-1955) et de la production industrielle (1951). Durant son dernier mandat, elle est membre des commissions du travail et de la sécurité sociale (1956-1957), des pensions (1957) et de la commission supérieure des allocations familiales (1956).

## Hommage
Un square de la ville de Clichy porte son nom. Une rue est baptisée en son hommage à Clichy en 2023.